# Joey Batey
Joey Batey, född 1 januari 1989 i Newcastle, är en brittisk skådespelare.
Batey har bland annat medverkat i TV-serierna The White Queen, The Witcher samt Billy the Kid.

## Filmografi (i urval)
- 2013 – The White Queen (TV-serie)
- 2019–2023 – The Witcher (TV-serie)
- 2022 – Billy the Kid (TV-serie)